# Estadio de los Eucaliptos
El Estadio Ildo Meneghetti popularmente conocido como Estadio de los Eucaliptos (en portugués: Estadio dos Eucaliptos), fue un estadio de fútbol ubicado en la ciudad de Porto Alegre, capital del estado de Rio Grande do Sul en Brasil. El estadio inaugurado en 1931 poseía una capacidad para 20.000 personas. 
El estadio de propiedad del Sport Club Internacional fue utilizado por este hasta 1969, año de la inauguración del Estadio Beira-Rio, el estadio fue demolido en febrero de 2012.

## Eventos más importantes

### Copa Mundial de Fútbol de 1950
- Se disputaron solo dos partidos correspondientes a la primera ronda de la Copa Mundial de Fútbol de 1950.
| Fecha               | Selección #1 | Resultado | Selección #2 | Ronda                 | Espectadores |
| ------------------- | ------------ | --------- | ------------ | --------------------- | ------------ |
| 28 de junio de 1950 | Yugoslavia   | 4 - 1     | México       | Primera fase, Grupo 1 | 11.078       |
| 2 de julio de 1950  | Suiza        | 2 - 1     | México       | Primera fase, Grupo 1 | 3.580        |